# District de Jiulongpo
Le district de Jiulongpo (九龙坡区 ; pinyin : Jiǔlóngpō Qū) est une subdivision de la municipalité de Chongqing en Chine.

## Géographie
Sa superficie est de 437 km².

## Démographie
La population du district était de 675 000 habitants en 2004.

### Sources
- Géographie : (zh) Page descriptive (Phoer.net)